# Decade 1998-2002
Albums de Dir En Grey
The Marrow of a Bone
(2007) Uroboros
(2007)
Decade 1998-2002 (ディケード) (stylisé DECADE 1998-2002) est une compilation du groupe de rock japonais Dir En Grey, sortie le 19 décembre 2007, en même temps que Decade 2003-2007, à l'occasion des dix années de formation du groupe.
Le CD contient de nombreux titres extraits de singles et faces B enregistrés entre 1998 et 2002, remasterisés et pour certains édités.

## Liste des titres
| 1.  | Akuro no oka (アクロの丘)                            | Gauze              | 8:31 |
| 2.  | Cage                                                 | Gauze              | 5:37 |
| 3.  | Schwein no isu (Schweinの椅子)                       | Gauze              | 3:38 |
| 4.  | Yokan (予感)                                         | Gauze              | 4:46 |
| 5.  | 304 goushitsu, hakushi no sakura (304号室、白死の桜) | Gauze              | 5:21 |
| 6.  | Deity                                                | Macabre            | 2:41 |
| 7.  | Rasetsukoku (羅刹国)                                 | Macabre            | 3:35 |
| 8.  | Audrey                                               | Macabre            | 4:34 |
| 9.  | Myaku (脈)                                           | Macabre            | 4:03 |
| 10. | Wake (理由)                                          | Macabre            | 5:15 |
| 11. | Jealous -Reverse-                                    | [KR] Cube (single) | 4:30 |

| 1.  | Ain't Afraid to Die                                  | Ain't Afraid to Die (single) | 7:12 |
| 2.  | Filth                                                | Kisou                        | 4:57 |
| 3.  | Bottom of the Death Valley                           | Kisou                        | 5:53 |
| 4.  | Gyakujou tannou Keloid Milk (逆上堪能ケロイドミルク) | Kisou                        | 4:46 |
| 5.  | Kigan (鬼眼 -kigan-)                                 | Kisou                        | 4:06 |
| 6.  | Embryo (Single Version)                              | Embryo (single)              | 5:41 |
| 7.  | Mushi (蟲 -mushi-)                                   | Kisou                        | 6:27 |
| 8.  | Mr. Newsman                                          | Six Ugly                     | 3:54 |
| 9.  | Umbrella                                             | Six Ugly                     | 4:07 |
| 10. | Child Prey                                           | Vulgar                       | 3:48 |